# L'absenta
|  | Aquest article tracta sobre la pintura d'Edgar Degas. Si cerqueu el quadre de Ramon Casas, vegeu «Madeleine (pintura)». |

L'absenta (francès: L'Absinthe) és una pintura a l'oli realitzada per Edgar Degas el 1876 i que actualment s'exposa al Museu d'Orsay de París.
És una de les obres més famoses de Degas, en la seva època objecte de discussió, que presenta a dos parroquians amb la mirada vaga en el cafè de la «Nouvelle-Athènes>, de París. La copa de davant de la dona conté absenta (recognoscible pel seu color verd pàlid), un licor fort molt popular en aquell temps, pera també considerat com molt perjudicial. Degas va elegir com a model a l'actriu Ellen Andrée i al pintor Marcellin Desboutin, ambdós amics seus. Les figures, que ocupen el costat dret del quadre, estan descentrades, una decisió magistral que produeix la sensació que han estat captades per la mirada casual d'un observador de passada.
El conjunt ens presenta d'una forma igual de convincent una imatge de la vida real -el destí desafortunat de dues persones qualsevol- que va escandalitzar els crítics més conservadors, convençuts que l'art havia de tractar temes més elevats. L'obra fou treta a subhasta a Londres el 1892, però va ser rebuda amb desinterès i adjudicat a un preu més aviat baix. L'any següent fou exposada, també a Londres, i va rebre severes crítiques. Tanmateix, alguns crítics foren més perspicaços: D.S. MacColl, un dels primers partidaris britànics de l'impressionisme, el va descriure com «un quadre d'una força insuperable, capaç d'exercir una atracció magnètica.»